# آمبسیسیکا
آمبسیسیکا (به لاتین: Ambesisika) یک منطقهٔ مسکونی در ماداگاسکار است که در آمباتو-بوئنی واقع شده‌است. آمبسیسیکا ۱۵٬۰۰۰ نفر جمعیت دارد و ۹۸ متر بالاتر از سطح دریا واقع شده‌است.